# Koninklijke Football Club Germinal Beerschot
Koninklijke Football Club Germinal Beerschot (atualmente chamado Beerschot AC) foi um clube de futebol da Bélgica, com sede na cidade de Antuérpia.

## História
Fundado em 1920 como Germinal Ekeren FC, só obteve registro na Federação Belga de Futebol em 1942, e dezenove anos depois incorpora a denominação Koninklijk ao nome. Estrearia na Jupiler League em 1989, terminando a temporada na décima-terceira colocação. 1996 e 1999 foram anos de sucesso para os Ratos, encerrando ambas as temporadas em terceiro lugar e se classificando para a Copa da UEFA (hoje, Liga Europa).
Em 1999, a escassez de torcedores e a impossibilidade de expandir o Estádio de Ekeren, o Germinal anuncia sua fusão com o Beerschot, que disputava a terceira divisão e possuía problemas financeiros, mas contava com expressivo número de torcedores.
Para manter-se na Jupiler League, o clube, agora denominado KFC Germinal Beerschot, tinha que manter a matrícula ° 3530 do antecessor, além de utilizar o Estádio do Beerschot. Com a manutenção da matrícula do Ekeren, o Beerschot teria seus recordes separados do Germinal. Em 2003, o clube deixa de usar o nome da cidade de Antuérpia e passa a sofrer dificuldades financeiras.
Em 2011, o Germinal Beerschot passa a se chamar Koninklijke Beerschot Antwerpen Club.
Ao fim da temporada 2012/13, o Beerschot foi rebaixado da Jupiler League, ele terminou na incômoda 15ª posição de 16 agremiações. A equipe venceu apenas 6 das 30 partidas que disputou, conquistando 5 empates e finalizando a primeira fase com 23 pontos e 19 derrotas. O time marcou 31 gols e sofreu 61 finalizando com a péssimo saldo de gols de -30, eliminando assim a 5ª partida e rebaixando a equipe da Antuérpia.

## Títulos
- Campeonato Belga (Segunda Divisão): 1

(1988/89)
- Copa da Bélgica: 2

(1996/97 e 2004/05)
- Campeonato Belga - 2ª Divisão: 1
  - 1989
- Campeonato Belga - 3ª Divisão: 1
  - 1988

## Aparições em competições europeias
| Competição             | Aparições | Jogos | Vitórias | Empates | Derrotas | GF | GC |
| ---------------------- | --------- | ----- | -------- | ------- | -------- | -- | -- |
| Taça das Taças         | 1         | 4     | 2        | 1       | 1        | 8  | 9  |
| Taça UEFA              | 4         | 10    | 3        | 4       | 3        | 11 | 12 |
| Taça Intertoto da UEFA | 2         | 5     | 2        | 3       | 0        | 11 | 6  |